# 13975 Beatrixpotter
13975 Beatrixpotter è un asteroide della fascia principale. Scoperto nel 1992, presenta un'orbita caratterizzata da un semiasse maggiore pari a 2,4769496 UA e da un'eccentricità di 0,0867085, inclinata di 5,55121° rispetto all'eclittica.